# Azochis camptozonalis
Azochis camptozonalis là một loài bướm đêm trong họ Crambidae.